# Sandia Park
Sandia Park ist ein Census-designated place (CDP) im US-Bundesstaat New Mexico.
Der Ort befindet sich im Bernalillo County, zu dem auch die größte Stadt New Mexicos, Albuquerque, gehört. Sandia Park wurde nach der angrenzenden Bergkette, den Sandia Mountains benannt, die den Ort von Albuquerque trennt. Der Ort befindet sich in einer Höhe von 2157 Metern über dem Meeresspiegel.
Sandia kommt aus dem Spanischen und bedeutet Wassermelone.
Koordinaten: 35° 10′ N, 106° 22′ W